# W FACE
『W FACE』（ダブル・フェイス）は、2013年10月30日、キングレコードから発売された織田哲郎の12作目のオリジナル・アルバム。

## 内容
織田哲郎ソロデビュー30周年を記念した初の2枚組のオリジナル・アルバム。1枚目の「RED」はロック系を中心に、2枚目の「BLUE」は美しいメロディーを満喫させるために制作したものになっている。

## 収録曲
全曲　作詞・作曲・編曲：織田哲郎（特記以外）

### DISC.1
1. 天啓 ver．3
2. FIRE OF LIFE
3. 馬鹿なんです
4. 背中には今もブルースが張りついたまま
5. Winter Song
  - 作詞：中島みゆき[1][2]
  - ストリングスアレンジ：池田大介
6. Just Another Day
7. After Midnight
  - 作詞・作曲：J.J.Cale
  - カバー曲
8. R&R IS MY FRIEND(W FACE ver．)
  - FENCE OF DEFENSEとのF.O.D.A名義の楽曲のソロバージョン

### DISC2
1. 月ノ涙
2. 伝言
3. あなたのうた(W FACE Ver)
  - 作詞：ソナーポケット・一倉宏
  - 武田薬品工業「アリナミン」CMソング。
  - ソナーポケットへの提供楽曲をセルフカバーしたもの。
4. 砂の城
5. aino uta
  - 作詞・作曲：織田哲郎・鈴木淳一[1][2]
6. チャイナタウン・ララバイ
  - ストリングスアレンジ：池田大介
7. You've Got A Friend
  - 作詞・作曲：Carole King
  - カバー曲
8. いつまでも変わらぬ愛を(21st century ver．)
ストリングスアレンジ：池田大介